# Twittering Birds Never Fly
Twittering Birds Never Fly (jap. 囀る鳥は羽ばたかない, Saezuru Tori wa Habatakanai) ist eine Mangaserie von Kō Yoneda, die seit 2011 erscheint. 2020 kam ein  auf dem Manga basierender Anime-Film in die japanischen Kinos, außerdem erschien eine Hörspielserie.

## Inhalt
Der junge Yakuza-Boss Yashiro (矢代) tritt zwar meist als strenger, aber freundlicher Vorgesetzter auf, ist im Geheimen ein hypersexueller Masochist. Er führt ein zur Mafia gehörendes Kreditinstitut und erlangt für seine Organisation nicht nur Geld, sondern immer wieder auch Kunden, die ihre Schulden nicht zurückzahlen können und ihm zu Diensten sind. Als der unbändige Kuga in seinem Revier für Unruhe sorgt, setzt Yashiro seinen Arzt Kageyama auf ihn an, um ihn zu überwachen und zu bändigen. Aber auch, um für Yashiro Sex mit Kuga zu arrangieren. Doch daraus wird nichts, als überraschend Kageyama mit Kuga zusammenkommt. Yashiro hat unterdessen einen neuen Leibwächter erhalten: den früheren Polizisten Chikara Dōmeki (百目鬼 力). Yashiro versucht bald, den attraktiven jungen Mann zu verführen, doch wird abgewiesen. Obwohl er erfährt, dass Dōmeki impotent ist, versucht er weiter, eine Sexbeziehung zu ihm aufzubauen.

## Veröffentlichung
Der Manga erscheint seit 2011 in den Magazinen HertZ und ihr HertZ beim Verlag Taiyoh Tosho. Dieser brachte die Kapitel auch gesammelt in bisher acht Bänden heraus.
Eine deutsche Übersetzung der Serie erscheint seit September 2020 bei Manga Cult in bisher acht Bänden (Stand: August 2024). Digital Manga Publishing bringt den Manga auf Englisch heraus, bei Ediciones Tomodomo erscheint er auf Spanisch.

## Hörspiel
Seit 2013 erscheint in Japan eine Hörspielserie zum Manga, die bisher fünf Teile umfasst. Sie wird produziert von Frontier Works und von den gleichen Sprechern eingesprochen wie später auch der Anime-Film. Die erste CD erschien am 10. Oktober 2013.

## Anime-Film
Im April 2019 wurde angekündigt, dass der Manga verfilmt werden und 2020 in die japanischen Kinos kommen soll. Verantwortlich für die Produktion war das damals neu gegründete Boys Love-Filmlabel Blue Lynx. Der Film entstand bei Studio Grizzly unter der Regie von Kaori Makita. Das Drehbuch schrieb Hiroshi Seko und die Musik stammt von der Gruppe H Zettrio.
Der Film kam am 15. Februar 2020 unter dem Titel Saezuru Tori wa Habatakanai: The Clouds Gather in die japanischen Kinos. Sentai Filmworks erwarb die Lizenz für eine englische Fassung. Weitere Filme wurden angekündigt. In Deutschland lief der Film im Rahmen der Kazé Anime Nights am 28. September 2021 in den Kinos. Am 4. November 2021 soll der Film als Limited Edition auf DVD und Blu-ray erscheinen.

## Synchronisation
| Rolle          | Japanische Sprecher (Seiyū) |
| -------------- | --------------------------- |
| Yashiro        | Tarusuke Shingaki           |
| Dōmeki         | Wataru Hatano               |
| Hirata         | Akimitsu Takase             |
| Kanji Kageyama | Hiroki Yasumoto             |
| Nanahara       | Kazuyuki Okitsu             |
| Ryūzaki        | Kenta Miyake                |
| Sugimoto       | Takahiro Miyake             |
| Ageya          | Takuya Satō                 |
| Misumi         | Toru Ohkawa                 |
| Kuga           | Yūki Ono                    |

## Rezeption
Der Manga konnte seine Verkaufszahlen in Japan während seiner Laufzeit deutlich steigern. Während der Band 1 sich in der ersten Woche nach Veröffentlichung gut 22.000 Mal verkaufte, womit die Serie bereits in den wöchentlichen Manga-Charts platziert war, erreichte der Band 3 bereits 73.000 verkaufte Exemplare in den ersten beiden Wochen. Die beiden folgenden Bände verkauften sich in der gleichen Zeit über 68.000 Mal beziehungsweise über 52.000 Mal.
Auch in Deutschland startete der Manga erfolgreich, so berichtet Manga Passion von einer vergriffenen ersten Auflage noch vor Veröffentlichungstermin. Der Manga, so deren Rezension, sei nüchtern, sauber und „ohne besondere Highlights“ gezeichnet und passe damit gut zur Grundstimmung der Geschichte. Die Handlung konzentriere sich auf Verlangen und Sex statt auf Liebe, hebe sich mit Thema und Erzählweise aber durchaus positiv von anderen Genrevertretern ab. Der Manga richte sich definitiv an ein reiferes Publikum, ohne dabei viel auf explizite Erotik zu setzen.